# Lièus
Lieoux és un municipi del departament francès de l'Alta Garona, a la regió d'Occitània. És un municipi nou creat el 2008 com a escissió de Sent Gaudenç.